# NGC 6544
NGC 6544 é um aglomerado globular na direção da constelação de Sagittarius. O objeto foi descoberto pelo astrônomo William Herschel em 1784, usando um telescópio refletor com abertura de 18,6 polegadas. Devido a sua moderada magnitude aparente (+7,5), é visível apenas com telescópios amadores ou com equipamentos superiores.